# Metoda comunicativă
Metoda comunicativă reprezintă unul dintre modurile moderne (ne-tradiționale) de predare a unei limbi străine. 
Obiectivul principal urmărit prin această metodă este fluența studenților, ceea ce se realizează utilizând limba în contexte cât mai „reale”/„realiste”, actuale și des întâlnite. Tehnicile cele mai folosite în cadrul acestei metode sunt bazate pe comunicare, mai ales orală, dar și scrisă: discuții, jocuri lingvistice, jocuri de rol etc. Materialele folosite sunt cât mai „autentice” și mai interesante, menite să sprijine caracterul interactiv al lecțiilor. Rolul studenților este unul foarte activ, în timp ce al profesorului este mai puțin „vizibil”, acesta din urmă fiind doar un facilitator și un manager al activităților studenților.